# Catch Without Arms
Catch Without Arms é o terceiro álbum da banda de rock Dredg, lançado em 21 de junho de 2005.

## Faixas
1. Ode to the Sun                                4:13
2. Bug Eyes                                      4:14
3. Catch Without Arms                            4:12
4. Not That Simple                               4:57
5. Zebraskin                                     3:27
6. Tanbark                                       3:46
7. Sang Real                                     4:29
8. Planting Seeds                                4:13
9. Spitshine                                     3:34
10. Jamais Vu                                     4:56
11. Hungover on a Tuesday                         4:06
12. Matroshka                                     5:39
13. Uplifting News (Non-LP Version)               3:22
14. Bug Eyes (Hyde Street Acoustic Version)       4:20